# 日和佐川
日和佐川（ひわさがわ）は、徳島県海部郡美波町を流れる日和佐川水系の二級河川。延長16.291km。流域面積44.7km2。

## 地理
八郎山（標高919m）の南斜面に水源から太平洋（日和佐港）に注ぐ。下流部では沖積低地を形成し、美波町の日和佐市街地となっている。河口付近には、日和佐城やアカウミガメの産卵地として知られる大浜海岸などの名所がある。とくしま水紀行50選に選定されている。

## 支流
- 山河内谷川
- 久望川
- 白沢川
- 北河内谷川

## 自然景勝地
- 大越渓谷
- 大越の滝
- 中の滝（吉五滝）
- 上の滝（大タビ）

## 名所
- 薬王寺 - 四国八十八箇所霊場第二十三番札所。
- 日和佐城
- 大浜海岸

## 「日和佐川」を扱ったテレビ番組
さわやか自然百景
2015年（平成27年）10月4日放送

## 流域の自治体
徳島県
海部郡美波町